# Геронимівська загальноосвітня школа
Герони́мівська загальноосвітня школа І-ІІІ ступенів — загальноосвітній заклад, що розташований у селі Геронимівка Черкаського району Черкаської області.

## Історія

На початку 20 століття

Перша однокласна школа у селі була збудована ще 1880 року на кошти селян. Першими директорами стали дахнівські священники. Це були Іустин Іоаннович Клиницький,  пізніше, у 1880 - 90 -х роках ХХ століття відомі Іустин Костецький та Федір Гречановський.  З 1900 року  школу очолив  панотець Штангеєв Іоанн. 1908 року школа стала церковно-парафіяльною при Свято-Успенській церкві, її наставником тоді був Тихоневич Федір Васильович, після якого, до революції 1917 року — волосний писар Авраам Сидорович Гнатенко, закон Божий викладав старий /заштатний/ священник Федір Федорович Іващенко.1918 року школа була перетворена на однокласну, першим директором став Микола Шутовський, допомагала йому дружина Глафіра Семенівна. Після громадянської війни у селі почала діяти початкова школа, яка 1925 року переїхала до нової будівлі. На той час вона мала власні їдальню та пекарню. 1920 середня школа стала трудовою на чолі із директором Дмитревським. В роки другої світової війни початкова школа була зруйнована, а середня переїжджала із однієї будівлі в іншу. Були роки, коли директор та учительська знаходились в одному приміщення, а класи — в іншому. 1948 року школа стала восьмирічною, 1958 року — дев'ятирічною.
1960 року школа знову стала семирічною. 1962 року для неї було збудоване нове приміщення і розрізнені кабінети «зібрались до купи». Архітектором будівлі виступив Холодницький, макет проекту тривалий час зберігався у Черкаському обласному краєзнавчому музеї. В 1960-их роках школа була перетворена у восьмирічну трудову політехнічну, з 1988 року — дев'ятирічна. 1995 року для школи було збудовано нове сучасне приміщення.

## Директори
З 1940 року школу очолювали:
- Рябокінь Марія Олександрівна
- Гусляков Калістрат Петрович
- Медушевська Євдокія Петрівна
- Піщаний Євген Лаврентійович
- Голубицький Михало Микитович
- Сліпко Євген Пилипович
- Синельник Віра Василівна
- Нікітенко Олександр Іванович
- Власенко Валентина Павлівна
- Чечель Надія Федорівна
- Шавронський Василь Олександрович
- Мигаль Надія Петрівна — до 2005 року

## Структура
У школі працюють 28 педагогів, з яких 6 учителів вищої категорії, 11 — І категорії та 8 — ІІ категорії.
Навчальний заклад має 27 навчальних кабінетів, спортивну та актову зали, музейну кімнату.